# المرأة في الصين

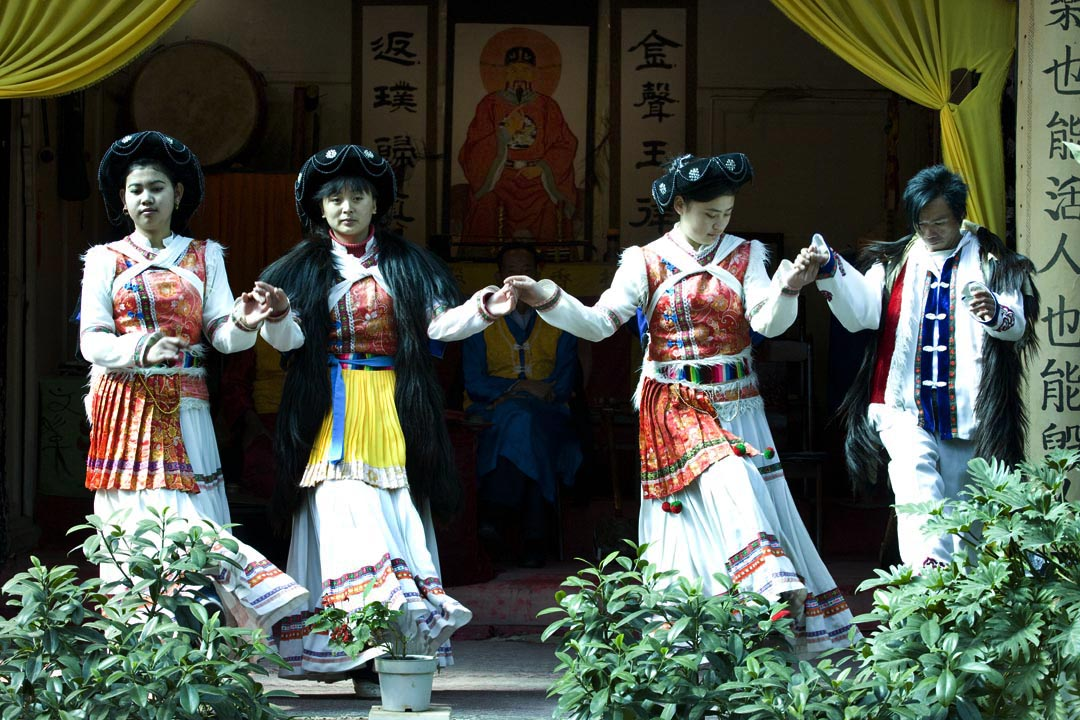
رقص صيني

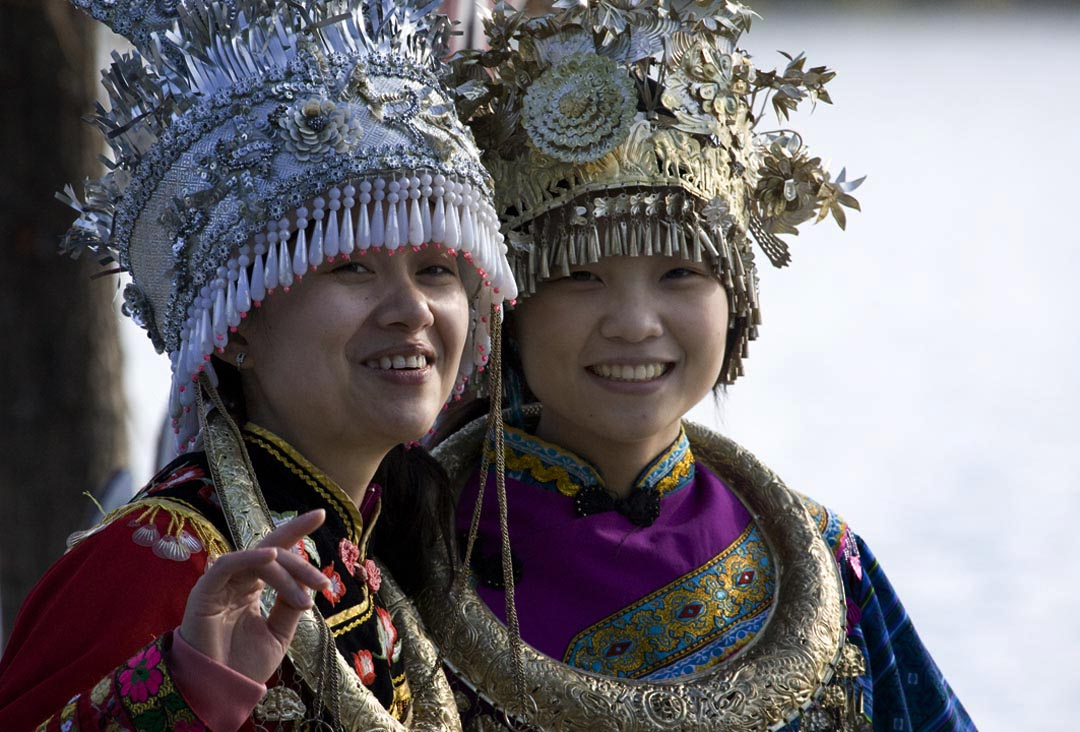
امرأتان صينيتان

تغيرت حياة النساء في الصين بشكل كبير بسبب إصلاحات أواخر أسرة تشينغ وتغييرات الفترة الجمهورية، والحرب الأهلية الصينية، وصعود جمهورية الصين الشعبية عن التزامها بالمساواة بين الجنسين. كان موضوع تحقيق تحرير المرأة على جدول أعمال الحزب الشيوعي الصيني منذ بداية جمهورية الصين الشعبية. قال ماو تسي تونغ: «النساء يحملن نصف السماء». في عام 1995 جعل الأمين العام للحزب الشيوعي الصيني جيانغ زيمين المساواة بين الجنسين سياسة رسمية للدولة. ومع أن الصين اِدَعَتْ النَجَاح في تحقيق المساواة بين الجنسين إلا أن المراقبين الخارجيين ذكروا أن المرأة لا تزال تعاني من مكانة أدنى مقارنة بالرجل.

## خلفية تاريخية
كان المجتمع الصيني من القرن الحادي عشر قبل الميلاد فصاعدًا في الغالب مجتمع أبوي. اختلفت الحريات والفرص المتاحة للمرأة اعتمادًا على الفترة الزمنية والحالة الإقليمية. كما ارتبطت حالة المرأة مثل الرجال بنظام القرابة الصيني. اِرتَفَعَ معدل وأد الإناث بسبب تفضيل الأبناء الذكور والموجود منذ زمن بعيد في الصين. كان هناك أيضًا تقليد قوي في تقييد حرية تنقل المرأة، لا سيما المرأة من الطبقة الأرستقراطية، المُمَيَزة بما يسمى ربط القدم. ومع ذلك فإن الوضع القانوني والاجتماعي للمرأة تغير كثيرًا في القرن العشرين، وخاصة في السبعينيات بعد سَن سياسات عُرِفَتْ بالإنفتاح مثل سياسة الطفل الواحد.

## المرأة والحياة العائلية
كان الزواج التقليدي في الصين ما قبل الثورة عقدًا بين العائلات وليس بين الأفراد. حيث يقوم الأباء بترتيب كل شيء للعروسين مع التأكيد على روابط المصاهرة والتحالف بين العائلتين. يكون اختيار الزوج بناءً على احتياجات الأسرة والحالة الاجتماعية والاقتصادية للشريك المحتمل، وليس بناءً على الحب أو الانجذاب. ومع أن دور المرأة يختلف قليلاً حسب الوضع الاجتماعي للزوج، إلا أن واجبها الرئيسي عادة هو إنجاب الابن لاستمرار اسم العائلة.
تُرَتَّبْ ليلة الزواج عن طريق «وسيط الزواج» الذي يمثل همزة الوصل بين العائلتين. يتضمن ترتيب الزواج التفاوض بشأن مهر العروس، والهدايا التي يجب منحها لعائلة العروس، وبعض الهدايا من الملابس أو الأثاث أو المجوهرات إلى العروس للاستخدام في منزلها الجديد.

## التقاليد والقوانين
كانت التقاليد الصينية القديمة المحيطة بالزواج تتضمن العديد من المظاهر الطقوسية. في فترة حكم أسرة هان كان يُنظَرُ إلى عدم تقديم مهر أو هدية الخِطبَة على أنه شيءٍ مُخْزٍ. ولا تبدأ مراسم الزواج إلا بعد تبادل الهدايا. ثم تذهب العروس للعيش في منزل عائلة الزوج وتتبع جميع قواعدهم ومعتقداتهم. حيث وَرِثَ العديد من العائلات تعاليم الكونفوشيوسية من الأجداد. وكانوا يحتفظون بقوائم الأسرة الرسمية أو كما نسميه «شجرة العائلة» التي تحتوي على أسماء جميع الأزواج والزوجات والأبناء. حتى الزوجة التي لم تُنجِب كانت تُسَجَّل في قوائم الأسرة. وبعد موت الزوج تعتبر الزوجة بمثابة ملكية خاصة لعائلة زوجها. لدرجة أن بعض الأسر كانت تدفع فدية مقابل الحصول على بناتها مرة أخرى مع استحالة عودة أطفالها معها، وتستمر حياتهم مع عائلة أبيهم.
يجادل جون إنجل، أستاذ الموارد العائلية بجامعة هاواي، بأن جمهورية الصين الشعبية أنشأت قانون الزواج لعام 1950 لإعادة توزيع الثروة وتحقيق مجتمع عادل (لا طبقي). كان الهدف من القانون إِحْدَاث تغييرات أساسية تهدف إلى طفرة اجتماعية بواسطة تدمير جميع الأنماط السابقة. وبناء علاقات جديدة على أساس القانون الجديد والأخلاقيات الجديدة".
تؤكد شياوروبا لي، باحثة في معهد الفلسفة والسياسة العامة بجامعة ماريلاند، أن قانون الزواج لعام 1950 لم يحظر فقط أشكال التبعية والقمع، لكنه أعطى النساء الحق في اتخاذ قرار الزواج بأنفسهن.
يحظر قانون الزواج أي علاقة خارج إطار الزواج وكذلك الزواج من شخص عاجز جنسيًا أو يعاني من مرض تناسلي أو جذام أو اضطراب عقلي. بعد عدة عقود من تنفيذ قانون الزواج لعام 1950، لا تزال الصين تواجه قضايا خطيرة، لا سيما في السيطرة على معدل النمو السكاني.
في محاولة مستمرة للسيطرة على الزواج والحياة الأسرية، صدر قانون الزواج في عام 1980 وتم سَنَّهُ في عام 1981.
حظر قانون الزواج الجديد؛ الزواج القسري، كما حاول الحد من هيمنة الرجال على مصالح الأطفال والنساء.
تنص المادة 2 من قانون الزواج لعام 1980 مباشرة على أن "الحقوق والمصالح المشروعة للنساء والأطفال وكبار السن مصونة وفق قانون تنظيم الأسرة". كما اكتسب الكبار، رجالًا ونساءً، حق الطلاق القانوني".
في محاولة للتحرر من التقاليد نَصّتْ المادة 3 من قانون الزواج لعام 1980 على حظر العلاقات خارج إطار الزواج، وتعدد الزوجات، أو الجمع بين زوجتين (الإكتفاء بزوجة واحدة فقط). ونهى القانون عن زواج المنفعة الذي يُدفَع فيه مقابل مادي نظير الزواج دون موافقة العروس.
ووفقًا لشياوروبا لي، عاد العمل التقليدي لبيع النساء مقابل الزواج بعد أن أعطى القانون المرأة الحق في اختيار زوجها. في عام 1990 حققت السلطات الصينية في 18692 حالة.
ومع أن القانون يحظر عمومًا الإفراط في المال أو الهدايا فيما يتعلق بترتيبات الزواج، إلا أن عادة مهر العروس ما زالت شائعة في المناطق الريفية، مع أن المهور أصبحت أصغر وأقل شيوعًا.
في المناطق الحضرية تختفي عادة المهر تقريبًا. ومنذ ذلك الحين تحولت عادة مهر العروس إلى تقديم الهدايا للعروس أو لعائلتها.
المادة 4 من قانون الزواج لعام 1980 حظرت استخدام الإكراه أو تدخل طرف ثالث، قائلة: «يجب أن يستند الزواج إلى الرغبة الكاملة للطرفين».
كما يساوي القانون بين الجنسين في التأمين على الشيخوخة. تنص المادة 8: «بعد تسجيل الزواج، قد تصبح المرأة عضوًا في عائلة الرجل، أو قد يصبح الرجل عضوًا في عائلة المرأة، وفقًا لرغبة الطرفين».
في الآونة الأخيرة، حدث ارتفاع في معدل الزواج من أجانب في البر الرئيسي من الصين، الذي يحتوي على عدد نساء أكثر من الرجال. في عام 2010، تم تسجيل ما يقرب من 40 ألف امرأة متزوجة من أجنبي في البر الرئيسي.  بالمقارنة سجل أقل من 12 ألف رجل متزوج من أجنبية في نفس العام.

### الزوجة الثانية
حسب التقاليد الصينية كان تعدد الزوجات أو اتخاذ خليلة أمر متاح ومعترف به خاصة للعائلات الأرستقراطية. في عام 1950 تم حظر تعدد الزوجات، لكن ظاهرة التعدد أو ما يسمى «الزوجة الثانية» (二 奶 èrnǎi باللغة الصينية)، عادت إلى الظهور في السنوات الأخيرة. عندما كان تعدد الزوجات متاحًا ومعترف به، كانت المرأة أكثر تسامحًا مع الأمر. اليوم، المرأة التي تكتشف أن زوجها لديه «زوجة ثانية» تكون أقل تسامحًا، وبعد قانون الزواج الجديد لعام 1950 بات من الممكن أن تطلب الطلاق.
جلب التصنيع المفاجئ للصين نوعين من الناس معًا: عُمَّال من النساء ورجال أعمال أغنياء من مدن مثل هونغ كونغ. انجذب عدد من رجال الأعمال الأثرياء إلى هذه النساء  وبدأت العلاقات التي عرفت باسم «الزوجة ثانية» أو (باو يوينا) في الكانتونية. وكانت بعض النساء المهاجرات يُكَافِحْنَ من أجل العثور على أزواج كي يُصبِحْنَ زوجات أو عشيقات. في العديد من قرى الجزء الجنوبي من الصين تعيش هذه «الزوجات، العشيقات» في الغالب. يأتي الرجال لقضاء وقت كبير في هذه القرى كل عام تاركين خلفهم الزوجة الأولى والأسرة في المدينة. كانت تتراوح العلاقات بين المعاملات الجنسية المدفوعة الأجر أو علاقات طويلة الأجل. وإذا تطورت العلاقة أكثر، فإن بعض النساء يُقدِمْنَ على الاستقالة من العمل ويتفرغن لإرضاء الرجل.
أنشأ هذا الوضع العديد من القضايا الاجتماعية والقانونية. وهناك محامون متخصصون في تمثيل «الزوجة الثانية» في هذه الحالات. الفيلم الوثائقي «زوجات الصين الثانية»  يلقي نظرة على حقوق الزوجة الثانية وبعض القضايا التي تواجهها.

### نظام الطلاق
منح قانون الزواج لعام 1950 المرأة سلطة مباشرة إجراءات الطلاق. وفقًا لإلين جيفريز، زميلة في مجلس البحوث الأسترالي وأستاذ مشارك في دراسات الصين، لا تُقبَل طلبات الطلاق إلا إذا تم تبريرها بأسباب معقولة ومناسبة. ويلفت نظرنا كُلًا من رالف هوجووت فولسوم أستاذ القانون الصيني والتجارة الدولية والمعاملات التجارية الدولية بجامعة سان دييغو، وجون هـ. مينان محامي المحاكمة في القسم المدني بوزارة العدل الأمريكية وأستاذ القانون بالجامعة من سان دييغو؛ أن قانون الزواج لعام 1950 سمح بقدر كبير من المرونة في رفض الطلاق إذا كان الطلب من طرف واحد فقط. لكن خلال الإصلاحات الاقتصادية، أعادت الصين تأسيس نظام قانوني رسمي وطبقت أحكام الطلاق على أساس فردي أكثر.
تؤكد جيفريز أن قانون الزواج لعام 1980 سمح بالطلاق على أساس أن المشاعر أو العواطف المتبادلة قد تم كسرها. ونتيجة تلك السياسات الأكثر تحررًا للطلاق، ارتفعت معدلات الطلاق  حيث بدأت النساء بتطليق الرجال مما دفع إلي توتر الأمور، وخاصة في المناطق الريفية. وفي هذا كتب كاي آن جونسون كتابه «المرأة والأسرة وثورة الفلاحين في الصين». ومع أن الطلاق قد تم الاعتراف به قانونًا، لكن الآلاف النساء فقدن حياتهن مقابل سعيهن لتطليق أزواجهن، وانتحر بعضهن عندما توقف العمل بهذا القانون. اِعتُبِرَ هذا عملًا نادرًا خلال عهد ماو (1949-1976). صار الطلاق أكثر شيوعًا مع ارتفاع الأسعار. ومع هذه الزيادة في الطلاق، أصبح من الواضح أن النساء المطلقات غالبًا ما يحصلن على حصة غير عادلة من السكن والممتلكات.
ووفقًا لجيفريز فإن قانون الزواج المعدل لعام 2001، يكفل حقوق المرأة، وقدم حلا لهذه المشكلة بالرجوع إلى «نظام أخلاقي يركز على تدعيم الروابط الأسرية لحماية الزواج والأسرة». ومع أن ممتلكات الأسرة شيء مشترك بين الزوجين فقد سُنَّ قانون يعاقب على إخفاء أيًا من الممتلكات خلال الطلاق. كما منح القانون الحق في طلب تعويض من الطرف الذي ارتكب المعاشرة غير القانونية (الزواج من أخرى يُعد غير قانوني؛ وهو المقصود) أو العنف الأسري أو الهجر الأسري.

### العنف الأسري
في عام 2004 قام الاتحاد النسائي لعموم الصين بتجميع نتائج المسح لإظهار أن 30% من الأسر في الصين تعرضت للعنف المنزلي، مع قيام 16% من الرجال بضرب زوجاتهم.  في عام 2003 زادت نسبة الاعتداء على النساء محليًا، مع 10% من العنف الأسري الذي يشمل الضحايا الذكور. عُدِلَ قانون الزواج الصيني في عام 2001 لتقديم خدمات الوساطة والتعويض لمن تعرضوا للعنف المنزلي. ثم جُرِمَ العنف الأسري في النهاية مع تعديل 2005 لقانون حماية حقوق ومصالح المرأة. ومع ذلك فإن الافتقار إلى الوعي العام بتعديل عام 2005 قد سمح باستمرار العنف الزوجي.

### التعليم
نسبة تسجيل البنات في التعليم أقل بكثير من نسبة تسجيل الأولاد في كل الفئات العمرية في الصين، مما زاد من الفجوة بين الجنسين في مدارس الفئات العمرية الأكبر سنًا. وكان معدل التحاق البنات بالمدارس الابتدائية والثانوية أشد سوءً خلال المجاعة الصينية العظيمة (1958-1961). وفي عام 1961 كان هناك انخفاض مفاجئ آخر. ومع أن الفجوة بين الجنسين للتعليم الابتدائي والثانوي قد ضاقت مع مرور الوقت، إلا أن التباين بين الجنسين لا يزال ملحوظًا في التعليم العالي.
في مسح سكاني عام 1987 وجد في المناطق الريفية، أن 48% من الذكور الذين تتراوح أعمارهم بين 45 عامًا فما فوق و 6% من الذكور الذين تتراوح أعمارهم بين 15 و 19 عامًا كانوا أميون. ومع انخفاض نسبة النساء الأمييات بشكل كبير من 88% إلى 15%، إلا أنها أعلى بكثير من النسبة المئوية للرجال الأميين لنفس الفئة العمرية.

### الرعاية الصحية
في الثقافة الصينية التقليدية التي كانت قائمة على أساس المجتمع الأبوي، لم تُعْطَى الأولوية للمرأة بينما يتمتع الرجال بنظام الرعاية الصحية دون غيرهم. خضعت الرعاية الصحية الصينية للكثير من الإصلاح في محاولة للمساواة بين الرجال والنساء. خلال الثورة الثقافية (1966-1976) بدأت جمهورية الصين الشعبية في التركيز على توفير الرعاية الصحية للمرأة.
وتجلى هذا التغيير عندما مُنِحَتْ النساء في القوى العاملة الرعاية الصحية. تطلب سياسة الرعاية الصحية من جميع العاملات من النساء إجراء تحليل بول وفحص مهبلي سنويًا. لاحقًا سنت جمهورية الصين الشعبية العديد من القوانين لحماية حقوق الرعاية الصحية للمرأة، بما في ذلك قانون رعاية الأم والطفل. والعديد من القوانين التي ركزت على حماية حقوق المرأة في جمهورية الصين الشعبية.
بالنسبة للنساء في الصين، فإن النوع الأكثر شيوعًا من السرطان هو سرطان عنق الرحم. اقترحت منظمة الصحة العالمية (WHO) استخدام الفحص الروتيني للكشف عن سرطان عنق الرحم. ومع ذلك فإن المعلومات عن فحص سرطان عنق الرحم غير متاحة على نطاق واسع للمرأة في الصين.

### الأقليات العرقية والدينية
بسبب سيطرة بكين المشددة على الممارسات الدينية، عُزِلَ المسلمين الصينيين عن اتجاهات الإسلام الراديكالي التي ظهرت بعد الثورة الإيرانية عام 1979. وفقًا للدكتور خالد أبو الفضل من جامعة كاليفورنيا في لوس أنجلوس، فإن هذا يفسر الوضع الذي تستمر فيه الأئمة الإناث، وهو تقليد قديم انتهى منذ فترة طويلة في أماكن آخرى لكن لا زال موجودًا في الصين.

## تحديد النسل

### سياسة الطفل الواحد
في عام 1956 أعلنت الحكومة الصينية هدفها للسيطرة على حجم السكان المتزايد بشكل كبير. خططت الحكومة لاستخدام التعليم والدعاية كوسائل رئيسية لزيادة الوعي. أطلق Zhou Enlai أول برنامج للعائلات الأصغر تحت إشراف السيدة Li Teh-chuan، وزيرة الصحة في ذلك الوقت. كما رُوِجَ لتنظيم الأسرة واستخدام وسائل منع الحمل على نطاق واسع.
تنص سياسة الطفل الواحد التي بدأت عام 1978 وطُبقت لأول مرة في عام 1979 على أنه مسموح لكل زوجين أن ينجبوا طفلًا واحدًا إلا في حالة الظروف الخاصة. وشملت هذه الشروط «في حال أصيب الطفل الأول بإعاقة غير وراثية تعيقه عن العمل والحياة بشكل طبيعي، أو أن يكون الزوج والزوجة هما الابن الوحيد لزويهم، أو يكون حدث تشخيص خاطئ يثبت أن الزوجة لا تنجب فقامت الأسرة بتبني طفل، أو في حالة الزواج للمرة الثانية ووجود طفل واحد فقط». تم تخفيف القانون في عام 2015.

### الإجهاض الإنتقائي
في الصين يُعتقد أن الذكور لهم قيمة أكبر للأسرة لأنهم يتحملون مسؤوليات أكبر ولديهم القدرة على كسب أجور أعلى وحمل اسم العائلة والحصول على ميراث، وقادرون على رعاية والديهم المسنين. أدى تفضيل الأبناء إلى جانب سياسة الطفل الواحد إلى ارتفاع معدل الإجهاض الانتقائي بسبب جنس الجنين في الصين. لذا لدى الصين القارية نسبة عالية من الذكور. أكدت أمارتيا سين الاقتصادية الحائز على جائزة نوبل في عام 1990 أن أكثر من 100 مليون امرأة في عداد المفقودين على مستوي العالم منهم 50 مليون امرأة من الصين وحدها! عَزَت سين العجز في عدد النساء إلى الإجهاض الانتقائي بسبب جنس الجنين ووأد الإناث وسوء التغذية للفتيات، وكلها شجعتها سياسة الطفل الواحد. [65]  بلغت نسبة الذكور بين المواليد من الإناث في الصين القارية 117: 100 في عام 2000 وهي نسبة ذكورية أكثر بكثير من الطبيعي، والتي من المفترض أن تتراوح بين 103: 100 أو 107: 100.  فقد ارتفع من 108: 100 في عام 1981 إلى 111: 100 في عام 1990. وفقًا لتقرير صادر عن لجنة السكان وتنظيم الأسرة بالولاية سيكون هناك 30 مليون رجل أكثر من النساء في عام 2020 مما قد يؤدي إلى عدم الاستقرار الاجتماعي.

### سياسة القبضة الحديدية
طبقاً لتقارير منظمة العفو الدولية، أطلق مسؤولو تنظيم الأسرة في مدينة بونينج بمقاطعة جوانجدونج حملة القبضة الحديدية في أبريل 2010. استهدفت هذه الحملة الأفراد للتعقيم في محاولة للسيطرة على النمو السكاني. وطُلب من الأفراد المستهدفين التوجه إلى العيادات الحكومية حيث سيتم تعقيمهم. إذا رفضوا الإجراء، فإنهم يعرضون أسرهم لخطر الاحتجاز.

## حق الملكية
في الوقت الحالي تتمتع المرأة بحقوق متساوية في الملكية -نظريًا- ولكن من الناحية العملية غالبًا يصعب تحقيق هذه الحقوق. تاريخيًا، لم تكن للنساء الصينيات سوى القليل من الحقوق في الملكية الخاصة سواء بفضل العادات المجتمعية أو بموجب القانون. في الإمبراطورية الصينية (قبل عام 1911 م) كانت ممتلكات الأسرة «ممتلكات جماعية» وليست فردية. تعود ملكية هذه الممتلكات في العادة إلى عشيرة أسلاف العائلة، مع سيطرة قانونية تعود إلى رب الأسرة أو الذكر الأكبر.

## العمل
زادت مشاركة القوى العاملة النسائية في الصين عقب تأسيس الجمهورية الشعبية ووصلت تقريبًا إلى المستوى العالمي. وفقًا لدراسة أجراها باور وآخرون، من بين النساء اللاتي تزوجن بين عامي 1950-1965 كان 70% منهن يعملن، والنساء اللائي تزوجن بين عامي 1966-1976 كان 92% منهن يعملن.
 في عام 1982 كانت النساء العاملات يمثلن 43% من إجمالي السكان، وهي نسبة أكبر من النساء الأمريكيات العاملات (35.3%) أو العاملات اليابانيات (36%). نتيجة لزيادة المشاركة في القوى العاملة، زادت مساهمة المرأة في دخل الأسرة من 20% في الخمسينيات إلى 40% في التسعينيات.
في عام 2019 تم إصدار قرار حكومي يمنع أصحاب العمل من نشر إعلانات توظيف تتضمن عبارات مثل «يُفَضل الرجال» أو «الرجال فقط». كما حظرت على الشركات سؤال النساء اللائي يبحثن عن وظائف حول خططهم في الإنجاب والزواج أو أن تطلب منهن إجراء اختبارات الحمل.

### العمل الريفي
في الماضي كانت تنتقل ملكية الأرض من الأب إلى الابن وفي حالة عدم وجود ابن تُمنَح إلى أحد الأقرباء الذكور ولم يكن للنساء الحق في ملكية الأرض.
اليوم تلعب النساء دورًا محوريًا في الزراعة مما يسمح لهن بالسيطرة على مصادر الإنتاج المركزية في المنطقة.

### العمل الحضري والموسمي
اعتماد جمهورية الصين الشعبية على التصنيع منخفض الأجور لإنتاج سلع للسوق الدولية يعود إلى التغيرات في السياسات الاقتصادية للصين. كما شجعت هذه السياسات الاقتصادية الصناعات التصديرية. المناطق الصناعية الحضرية مزودة بالعاملات المهاجرات الشابات اللائي يغادرن الريف نظرًا لأن نسبة اِلتِحاق الذكور بالجامعة أكبر، غالبًا ما تهاجر الإناث الريفيات إلى العمل في المناطق الحضرية على أمل دعم عائلاتهن.

### وظائف ومهن نسائية
عادة تحتل النساء أماكن مثل المبيعات في متاجر مستحضرات التجميل والملابس. كما تهيمن النساء الصينيات في الوقت الحاضر أيضًا على مجالات أخرى من التدريب المهني مثل العلاج النفسي. الدورات وورش العمل في العلاج النفسي تجذب النساء من مختلف الأعمار اللواتي يشعرن بعبء إتقان العلاقات الاجتماعية بحساسية داخل الأسرة وخارجها وفي نفس الوقت كقناة لإدراك أنفسهن كأفراد لا ينحصر دورهم الأسري كأمهات أو زوجات.

### نساء أثرياء
%61 من جميع المليارديرات العصاميين في العالم هن من الصينيات بما في ذلك تسعة من العشرة الأوائل، بالإضافة إلى أغنى مليارديرات عصاميين في العالم تشونغ هويجوان.

## النساء في العمل السياسي
تحظى النساء بمعدلات مشاركة منخفضة في العمل السياسي. يتجلى حرمان المرأة بشكل أكبر في التمثيل الضئيل في المناصب السياسية الأكثر قوة. في أعلى مستوى لصنع القرار، لم تكن أي امرأة من بين الأعضاء التسعة في اللجنة الدائمة للمكتب السياسي للحزب الشيوعي. ومن بين 27 وزيراً في الحكومة هناك 3 فقط من النساء، ومنذ عام 1997 تراجعت الصين إلى المرتبة 53 من المرتبة 16 في العالم من حيث تمثيل المرأة في المؤتمر الوطني لنواب الشعب وفقًا للاتحاد البرلماني الدولي.  ويعارض قادة الأحزاب مثل Zhao Ziyang مشاركة المرأة في العملية السياسية.

## جرائم في حق المرأة

### سلامة المرأة
تعتبر الصين بوجه عام مكانًا آمنًا للنساء، حيث يوجد بها بعض من أدنى معدلات الجريمة في العالم. على الرغم من ذلك يُجرَى الإبلاغ عن الجريمة بشكل منهجي، ولا تزال المرأة تواجه التمييز في الأماكن العامة والخاصة.

### ربط الأقدام
بعد سقوط أسرة تشينغ في عام 1912 ونهاية الحكم الإمبراطوري، بدأت الحكومة الجمهورية تقليد سُميَ "ربط القدم/رباط القدم" وبدأ ظهور رد الفعل الشعبي تجاه هذه الممارسة في العام 1920. وفي عام 1949 تم حظر هذا التقليد. وفقًا لدوروثي "يمكن اعتبار رباط القدم شيء ضئيل نسبة إلى تاريخ الممارسات الخاطئة واللا أخلاقية في الصين التقليدية" مثل: اضطهاد النساء وعمليات الإقصاء والاستبداد وتجاهل لحقوق الإنسان".

### الاتجار والبغاء
كانت تُخطف الفتيات من منازلهن ويُقدمنَ إلى عصابات البغاء مقابل مبالغ كبيرة. والعصابات التي تشتري الفتيات لا تسمح لهن بمغادرة المنزل، ثم تحبل الفتيات ويُنجبنَ أطفالًا ويصير أمر العودة إلى العائلة حِملًا ثقيلًا.
في الخمسينيات من القرن الماضي، شن ماو تسي تونغ (أول رئيس اللجنة المركزية للحزب الشيوعي الصيني) حملة للقضاء على الدعارة في جميع أنحاء الصين. ووُضِعَت عقوبات مشددة على الاتجار بالفتيات. وأُنشِأَ برنامج إعادة التأهيل (أحد أهم المكونات الرئيسية للحملة) الذي قدم للبغايا والفتيات اللائي تعرضن للمُتاجرة «علاجًا طبيًا وإصلاحًا فكريًا وإعداد لسوق العمل وإعادة الدمج الأسري». لكن بعد الإصلاح الاقتصادي عام 1979، عادت تلك الرذائل الاجتماعية مرة أخرى.